# Sadama turg
Le marché du port (en estonien : Sadama turg) est un marché à Tallinn en Estonie.

## Présentation
Situé dans le quartier de Sadama à côté du terminal A du port de Tallinn, près du bassin de l'Amirauté, le marché du port regroupe des vendeurs de produits alimentaires et d'artisanat. 
On y trouve de produits fermiers, du jambon fumé, des fromages de petits producteurs estoniens, un éventail de produits laitiers issus de laiteries fermières (caillé, yaourts, beurre fermier, ...).
Le marché du port propose du veau, de l'agneau, du porc, du bœuf et du poulet estoniens.
Sadama Turg propose une sélection de pain au seigle, au cumin, à l’ail et aux graines. 
Le marché de Sadama vend aussi assaisonnements, farines, pâtes, huiles, vinaigres, sauces. 
Le magasin Super Alko propose une large sélection de vins du monde entier, ainsi que des bières artisanales  et de nombreux autres alcools.
Le marché du port est ouvert tous les jours du lundi au vendredi de 09h00 à 19h00.

## Accès
Sadama Turg est situé dans l'ancien terminal A du port de Tallinn, près du bassin de l'Amirauté.
Le marché est accessible à pied par la rue Ahtri, Mere puiestee ou Põhja puiestee.
En voiture, il y a un parking pour 300 voitures devant le marché.
La station ’’Reisisada’’ de la ligne 2 de bus est située à côté du marché.
L’arrêt Linnahall des lignes 1 et 2 du tramway 2 de Tallinn est à 5 minutes à pied.
Le marché est situé à côté du port de plaisance du Vieux-Port de Tallinn.

## Galerie

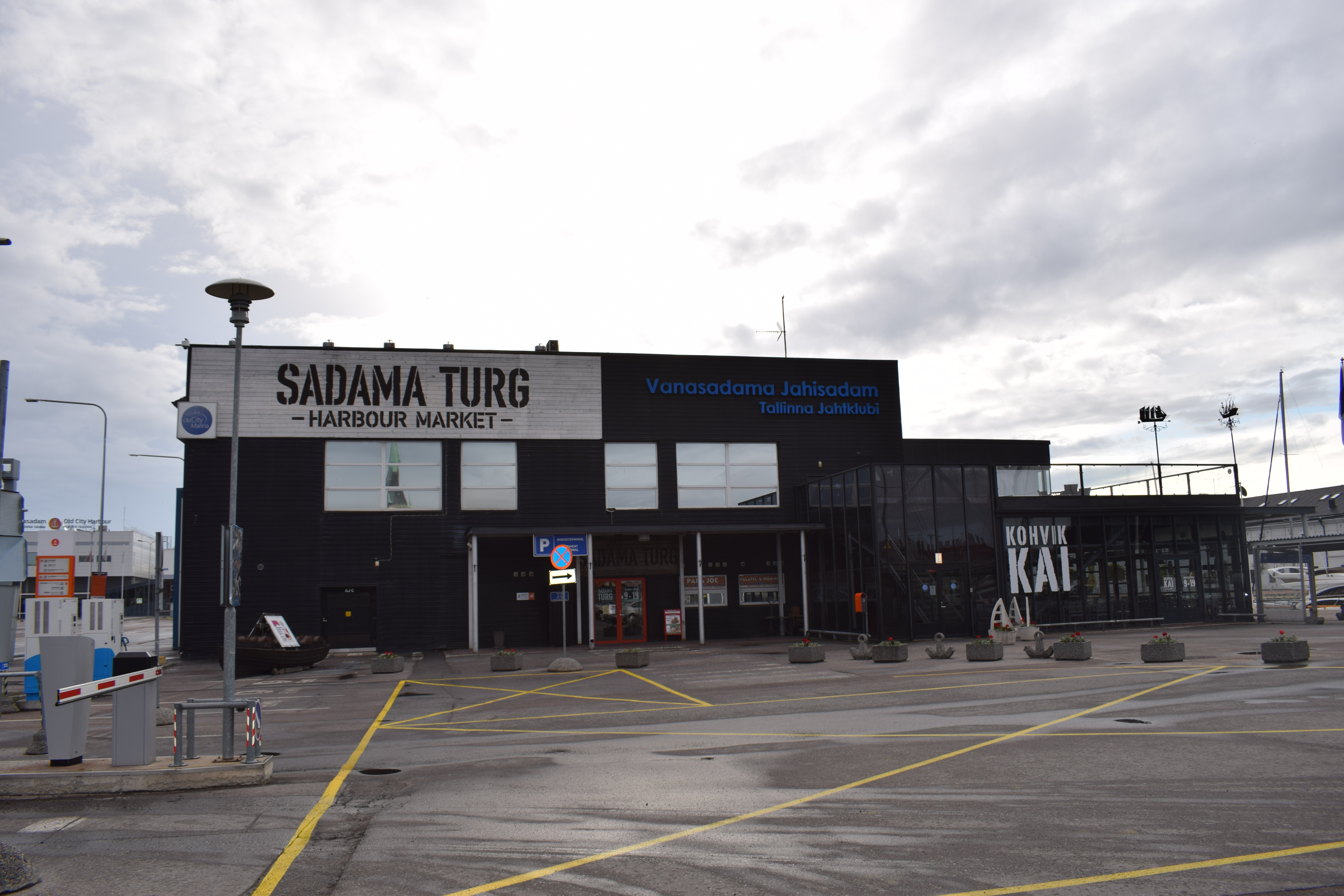
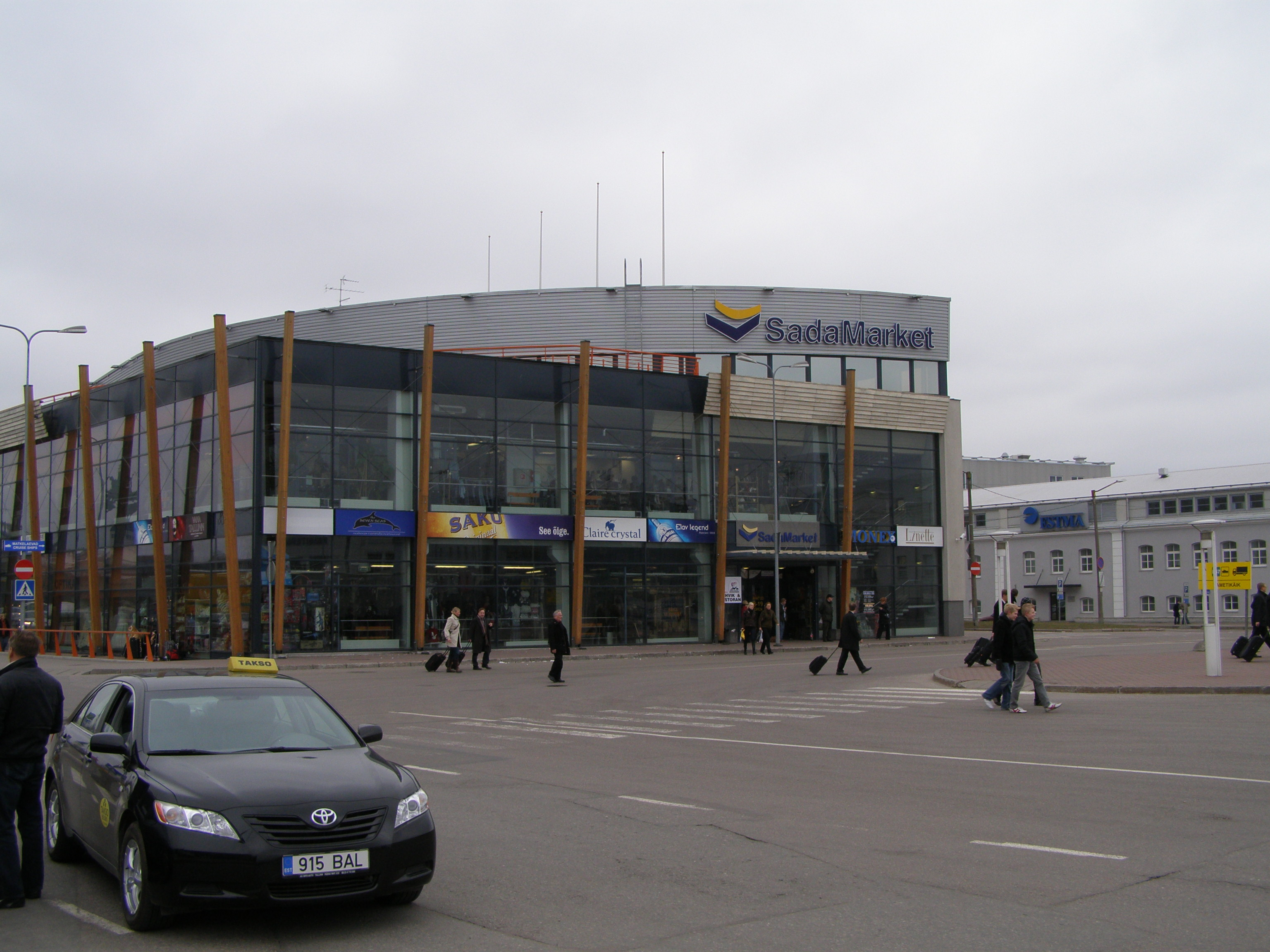